# Wilhelm Backhausen (Theologe)
Karl Wilhelm August Backhausen (* 30. Juli 1869 in Hattorf; † 13. September 1924 in Arosa) war ein deutscher evangelisch-lutherischer Pastor und Sozialpädagoge. Als Autor trat er für eine „jugendgemäße“ Pädagogik ein und hatte großen Einfluss auf die Jugendwohlfahrt. Immer auf den Vorrang des erzieherischen Gesichtspunktes bedacht, war er entscheidend an der Vorbereitung der Gesetze zur Reform der Fürsorgeerziehung in der Weimarer Republik beteiligt.

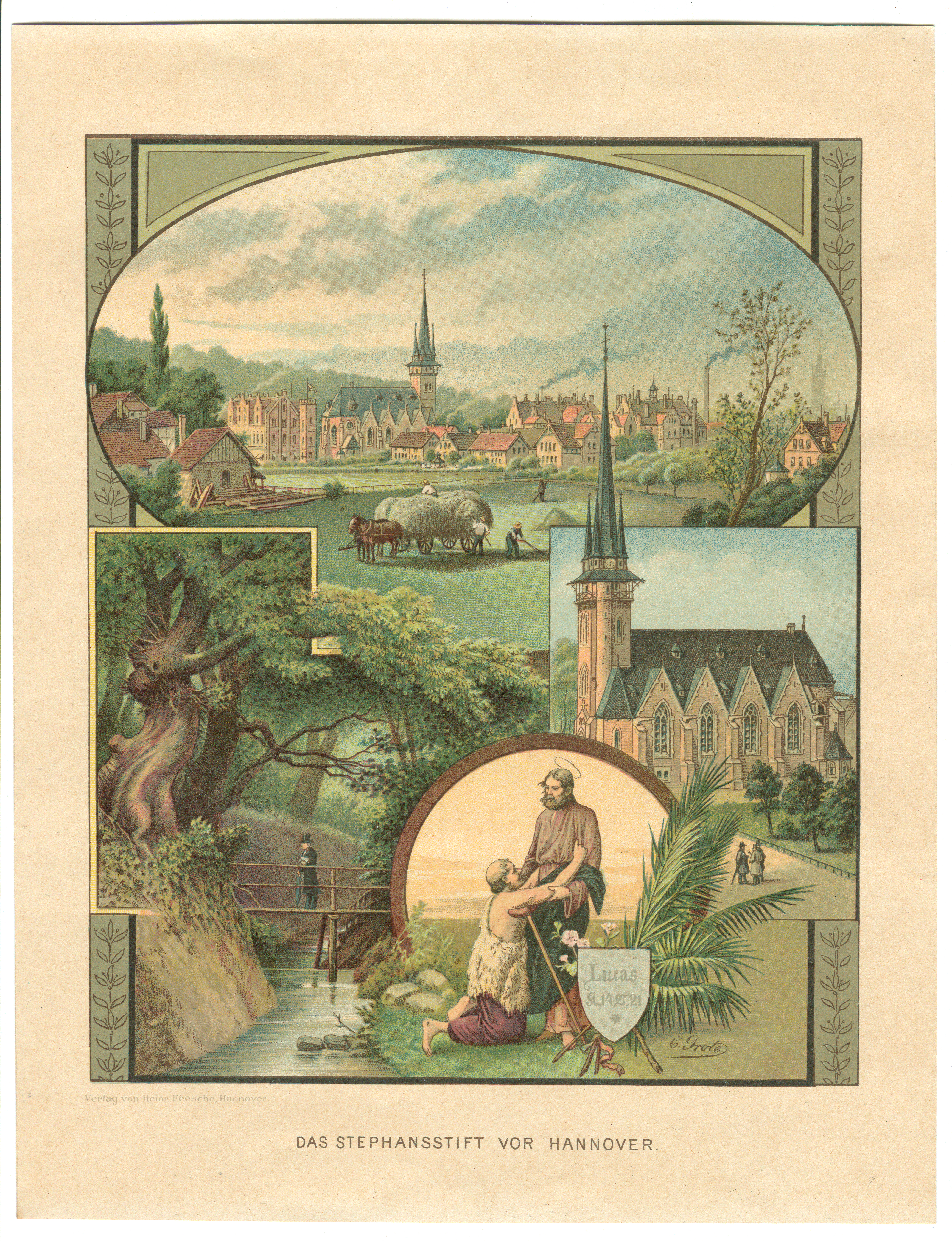
Lithographie mit verschiedenen Aspekten des Stephansstifts, um 1902, von Carl Grote

## Leben

### Familie
Wilhelm Backhausen war der Sohn des in Hattorf tätigen Lehrers Karl Heinrich August Backhausen und der Johanna Sophie Dorothee Elisabeth (1825–1906), der Tochter des Barnstorfer Bauern Andreas Heinrich Siedentop und der Sophie Elisabeth Schmidt. Er war väterlicherseits der Enkel des Hattorfer Lehrers Carl Heinrich Backhausen und der Henriette Gerloff. Mit seiner Ehefrau Agnes (1879–1971), einer Tochter des Verlagsbuchhändlers Alexander Wolff und der Emma Mirow, hatte Backhausen einen Sohn und vier Töchter. Seine Tochter Margrit (1908–1997) heiratete 1937 den Schokoladenfabrikanten und Kunstmäzen Bernhard Sprengel (1899–1985) und gründete mit ihm das Sprengel Museum Hannover.

### Werdegang
Wilhelm Backhausen trat 1899 zur Ableistung seines Vikariats in das Stephansstift vor Hannover ein. Zuvor wurde er während seines Studiums 1889 Mitglied der Straßburger Burschenschaft Arminia. Nachdem das Preußische Gesetz über die Fürsorgeerziehung Minderjähriger vom 2. Juli 1900 in Kraft getreten war, begann Backhausens Tätigkeit als 2. Anstaltsgeistlicher und Leiter der Erziehungsarbeit am 17. November 1901 bis in sein Todesjahr 1924.
Ab 1912 – und ebenfalls bis 1924 – übernahm Backhausen den Vorsitz des Allgemeinen Fürsorgeerziehungstages (AFET), „der Vertretung aller an der Fürsorgeerziehung beteiligten Organisationen“ im damaligen Deutschland.
Mitten im Ersten Weltkrieg gründete Wilhelm Backhausen 1915 ein Erziehungsheim für männliche aus der Schule entlassene Jugendliche auf dem Kronsberg bei Laatzen, wo er hierfür das Rittergut Kronsberg mit dem Stephansstift verband. Im September desselben Jahres übernahm Backhausen auch die dortige Heimleitung – und veröffentlichte ebenfalls 1915 seine Schrift Unsere Fürsorgezöglinge und der Krieg.
Aufbauend auf den Ideen von Johann Hinrich Wichern für die evangelische Anstaltserziehung, entwickelte Backhausen die Ausgestaltung in Theorie und Praxis fort unter Berücksichtigung der veränderten gesellschaftlichen Bedingungen nach dem Ende des Deutschen Kaiserreichs. Er setzte sich mit modernen pädagogischen Reformbestrebungen auseinander und schrieb zahlreiche Abhandlungen in verschiedenen Fachblättern. So half er insbesondere bei der Überwindung des überlieferten Misstrauens der evangelischen Anstaltserzieher gegen die Psychiatrie. Als Leiter des AFET konnte Backhausen die Vertreter der verschiedenen weltanschaulichen Richtungen für die Reform der Fürsorgeerziehung ausgleichend zusammenhalten, ohne dabei seinen eigenen Standpunkt zu verleugnen.
Posthum wurde die Immobilie am Kronsberg erst 1962 vom Stephansstift verkauft.

## Ehrungen
- Laut dem Adressbuch der Stadt Hannover von 1953 wurde der im Jahr zuvor 1952 angelegte Backhausenweg im hannoverschen Stadtteil Mittelfeld nach dem Pastor und Pädagogen benannt.[5]

## Schriften (Auswahl)
- Wilhelm Backhausen: Unsere Fürsorgezöglinge und der Krieg, Heymanns, 1915
- Johannes Steinwachs, Wilhelm Backhausen, Johannes Voigt: Die evangelische Anstaltserziehung mit besonderer Berücksichtigung der Fürsorgeerziehung: Leitfaden zur Ausbildung von Erziehern in Anstalten für männliche Zöglinge, Hannover: Verlag des Stephansstifts, 1922